# Sbírka pivovarských mikroorganismů RIBM 655

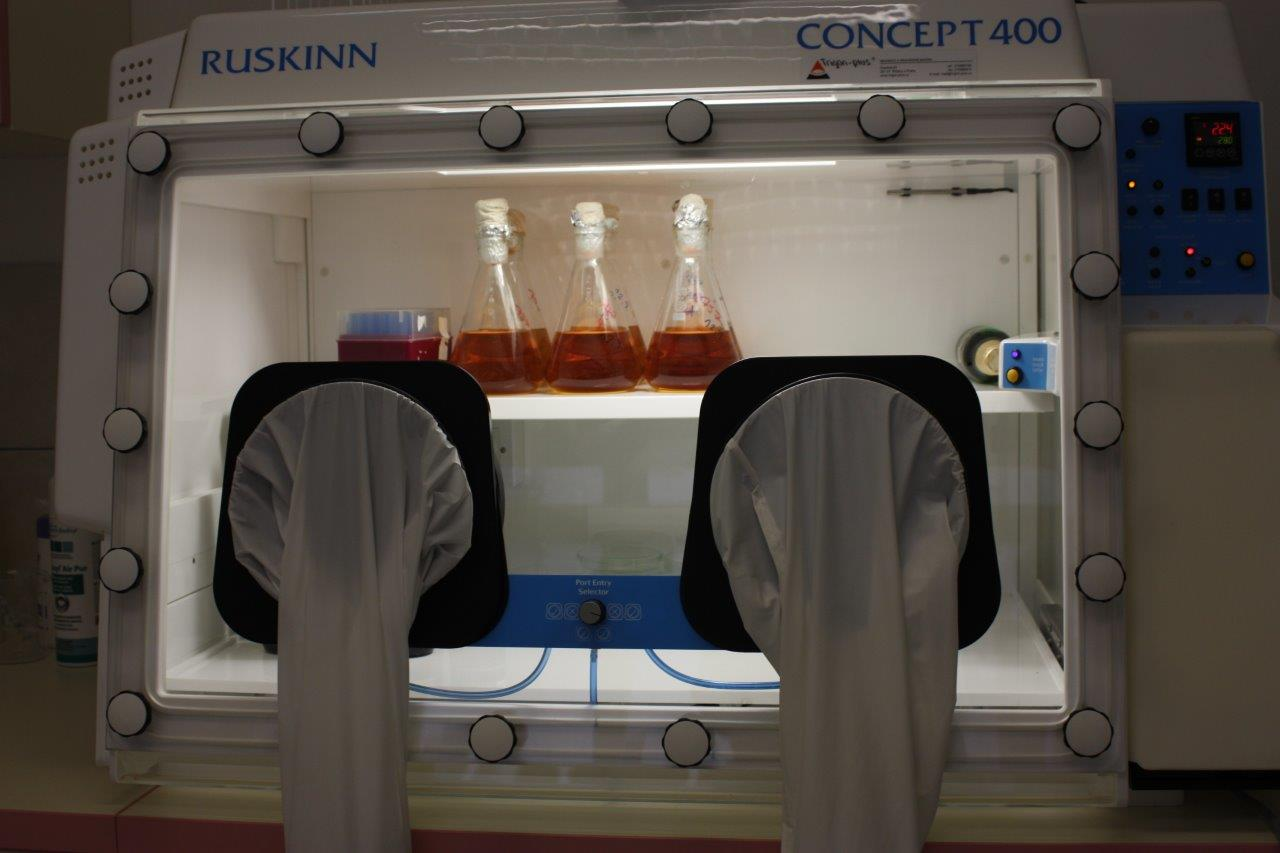
Práce se striktně anaerobními kulturami probíhají v anaerobním boxu

Sbírka pivovarských mikroorganismů RIBM 655 je specializovaná sbírka, založená v roce 1946 a sloužící jednak k zachování genofondu pivovarských produkčních kmenů, jednak k zabezpečení čistých kulturních kmenů pro pivovarský průmysl i pro potřeby genetických manipulací.

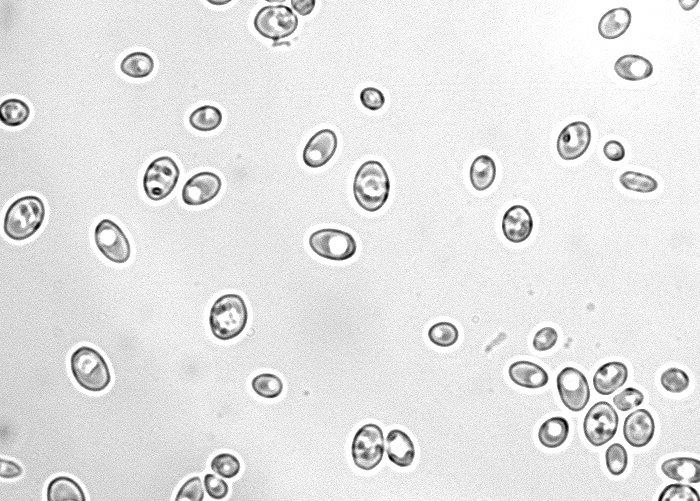
Buňky pivovarských kvasinek Saccharomyces pastorianus

## Historie vzniku sbírky
Sbírka pivovarských kvasinek Výzkumného ústavu pivovarského a sladařského, a.s. (dále VÚPS) vznikla v roce 1946 jako součást sbírky kvasinek a kvasinkovitých mikroorganizmů pod vedením RNDr. Anny Kockové-Kratochvílové, DrSc., od roku 1953 působí samostatně. Kolekce je od roku 1964 členem Federace Českých a slovenských sbírek mikroorganismů a je mezinárodně registrovaná s názvem RIBM (Research Institute of Brewing and Malting) pod číslem 655. Svým zaměřením na produkční kmeny pivovarských kvasinek je ojedinělá v oblasti Střední a Východní Evropy. Roku 1996 se Sbírka pivovarských kvasinek stala (jako jedna z velmi specificky zaměřených a průmyslově využitelných sbírek) součástí „Národního programu ochrany genofondu mikroorganismů a drobných živočichů hospodářského významu a jejich využití v referenční diagnostice“. Program je veden Radou genetických zdrojů mikroorganismů, která sleduje závazné zachování funkční existence sbírek mikroorganismů odpovídajícího charakteru.

## Struktura sbírky
Sbírka RIBM obsahuje dvě oddělené sbírky, Sbírku pivovarských kvasinek a Sbírku bakterií, divokých a vinařských kvasinek. Sbírka v současné době zahrnuje přes 300 kmenů kvasinek a bakterií. Nejvýznamnější část sbírky tvoří kolekce kulturních pivovarských kvasinek Saccharomyces pastorianus a S. cerevisiae, shromažďovaných průběžně od roku 1953 z českých i zahraničních pivovarů. Sbírka divokých a vinařských kvasinek obsahuje kmeny rodů Saccharomyces, Torulaspora, Zygosaccharomyces, Dekkera, Williopsis, Pichia, Schizosaccharomyces, Saccharomycodes, Candida a Kloeckera. Ve Sbírce bakterií jsou uloženy kmeny rodů Lactobacillus, Leuconostoc, Pediococcus, Tetragenococcus, Lactococcus a striktních anaerobů Pectinatus. 

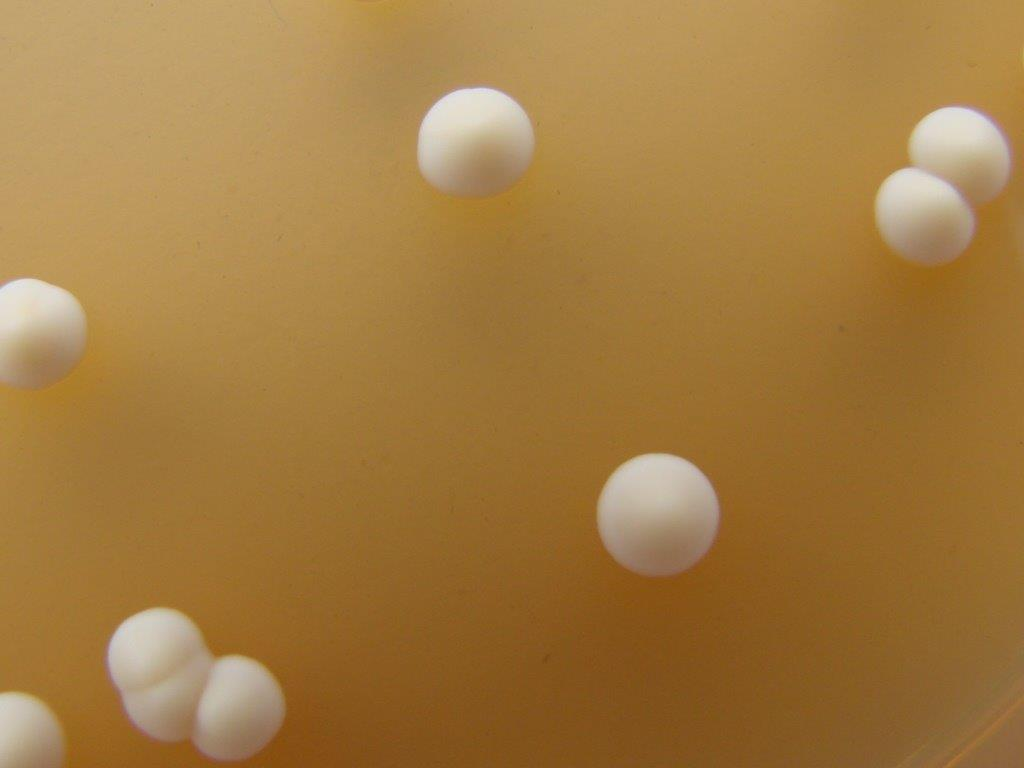
Kolonie pivovarských kvasinek Saccharomyces pastorianus

## Způsob uchování sbírek pivovarských a divokých kvasinek
Sbírky pivovarských a divokých kvasinek jsou vedeny na sladinových agarech pod zaparafinovanou vatovou zátkou a současně na sladinových agarech převrstvených sterilním parafinovým olejem. Tyto osvědčené způsoby vedení kultur umožňují dodání kmene žadateli rychle a v aktivním stavu na šikmém agaru, případně rozkvašené do 1,5 l mladiny, což usnadňuje převedení produkčního kmene do výroby. Od roku 2006 jsou kmeny pivovarských kvasinek uchovávány v kryozkumavkách s ochranným médiem v tekutém dusíku při teplotě -196 °C. Uložení v tekutém dusíku (kryoprezervace) je považováno za optimální způsob dlouhodobého uchovávání kvasinek v životaschopném stavu. Bakterie mléčného kvašení jsou paralelně uchovávány v polotučném mléce, v kapalném dusíku a v lyofilizovaném stavu. 
Sbírkové kmeny jsou primárně využívány pro výzkumné projekty řešené VÚPS a dalšími výzkumnými organizacemi. Kmeny jsou dále využívány pro výuku a diplomové a doktorské práce na vysokých školách.